# 1600 en science
| Années de la science : 1597 - 1598 - 1599 - 1600 - 1601 - 1602 - 1603    |
| Décennies de la science : 1570 - 1580 - 1590 - 1600 - 1610 - 1620 - 1630 |

Cet article présente les faits marquants de l'année 1600 en science.

## Événements
- 1er janvier : L'Écosse adopte le Calendrier grégorien[1].
- 4 janvier : l'astronome danois Longomontanus (1562-1647) arrive au château de Benatek près de Prague auprès de Tycho Brahe, avec qui il étudie la théorie de l'orbite de la Lune[2].
- 4 février : première rencontre entre l’astronome danois Tycho Brahe et Johannes Kepler au château de Benatek. Kepler devient assistant de  Tycho Brahe dans son observatoire situé aux environs de Prague[3].
- 17 février : après sept années de procès, Giordano Bruno (né en 1548) accusé d'hérésie est brûlé sur un bûcher à Rome[4]. Les interrogatoires ont été menés par le cardinal Robert Bellarmin qui instruira aussi le procès du système de Copernic  en 1616[5].

- 19 février-6 mars : éruption explosive du Huaynaputina, au Pérou[6].

- Ludolph van Ceulen devient professeur de mathématique à l'université de Leyde ; avant sa mort en 1610, il calcule les 35 premières décimales de π[7] : {\displaystyle 3{,}141\,592\,653\,589\,793\,238\,462\,643\,383\,279\,502\,88<\pi <3{,}141\,592\,653\,589\,793\,238\,462\,643\,383\,279\,502\,89.}

## Publications
- Ulisse Aldrovandi : Ornithologiae, tomus alter, Bologne, 1600 ;
- Jacques Aleaume : Confutatio problematis ab Henrico Monantholio … proposiiti. Quo conatus est demonstrare octavam partem diametri circuli aequalem esse lateri polygoni aequilateri & aequianguli eidem circulo inscripti, cuius perimeter ad diametrum rationem habet triplam sesquioctavam… Paris, David le Clerc, 1600 ;
- Jean Errard : La fortification réduicte en art et démonstrée, Paris, 1600 ;
- Guidobaldo del Monte : Perspectivæ libri VI (1600), Pesaro ;
- Caspar Schwenckfeld : Stirpium et fossilium Silesiae catalogus…, 1600 ;
- Olivier de Serres : Le théâtre d’agriculture et mesnage des champs ;
- Giovan Vettorio Soderini : Trattato della coltivazione delle viti, e del frutto che se ne puô cavare, Florence, Filippo Giunti, 1600, in-4°, traité de viticulture ;
- Œconomia ruralis et domestica, traité d’agronomie édité par Coler en Allemagne.
- François Viète :
  - De numerosa potestatum ad exegesim resolutione. Paris, Le Clerc, 36 fol,
  - Apollonius Gallus. Paris, Le Clerc, in 4, 13 fol.
- William Gilbert : Traité sur le magnétisme ; De Magnete, Magneticisque Corporibus, et de Magno Magnete Tellure, ouvrage qui décrit le champ magnétique de la Terre et marque le début du géomagnétisme. William Gilbert conclut que la Terre était magnétique et que cela était la raison pour laquelle la boussole indique le nord. Dans son livre, il étudia également l’électricité statique en utilisant l’ambre ; l’ambre se nomme elektron en grec, Gilbert décida donc de l’appeler électricité.

## Naissances

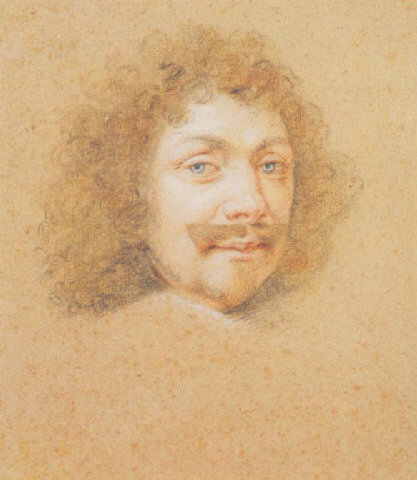
Henri Louis Habert de Montmor
Pastel et craie de Claude Mellan.

- 17 juin : Michel Cuvelier (mort en 1652), mathématicien et écrivain jésuite belge.
- 24 août : Antoine de Lalouvère (mort en 1664), prêtre jésuite et mathématicien français.
- 5 octobre : Carlo Antonio Manzini, astronome et mathématicien italien (mort en 1677)
- 17 novembre : John Ogilby (mort en 1676), cartographe écossais.

- Sans date précise :
  - Jakob Bartsch (mort en 1633), mathématicien, astronome et médecin allemand.
  - Gasparo Berti (mort en 1643), physicien et astronome italien.
  - Carlo Antonio Manzini (mort en 1677), mathématicien et astronome italien.
  - Henri Louis Habert de Montmor (mort en 1679), érudit et homme de lettres français.
  - Famiano Nardini (mort en 1661), archéologue italien.
  - John Speidell (mort en 1634), mathématicien anglais.
  - Adriaan Vlacq (mort en 1667), éditeur et mathématicien hollandais.
- Vers 1600 :
  - Pierre de Carcavi (mort en 1684), secrétaire de la bibliothèque royale sous Louis XIV et mathématicien français.

## Décès
- 15 février : José de Acosta (né en 1539), Jésuite espagnol, missionnaire et naturaliste.
- 17 février : Giordano Bruno (né en 1548), moine dominicain, philosophe et théologien italien.
- 26 avril : Conrad Dasypodius (né en 1530), mathématicien suisse.
- 21 mai : Jacob Horstius (né en 1537), professeur de médecine à l'Université de Helmstedt.
- 1er septembre : Tadeáš Hájek (né en 1525), astronome, mathématicien et naturaliste tchèque.
- 16 octobre : Nicolas Raimarus Ursus (né en 1551), mathématicien et astronome allemand.
- 25 octobre : Andrea Bacci (né en 1524), philosophe, médecin et écrivain italien.